# Matthieu Valverde
Pour les articles homonymes, voir Valverde.
Matthieu Valverde, né le 14 mai 1983 à Montreuil, est un ancien footballeur français qui évoluait au poste de gardien de but. 
Formé aux Girondins de Bordeaux, il évolue pendant six ans dans ce dernier club mais est souvent réduit au poste de second gardien. Après quelques mois à Boulogne, il devient gardien titulaire de Toulouse où il reste deux saisons mais n'est pas conservé. Il évolue ensuite à l'Anorthosis Famagouste en première division chypriote.

## Biographie
Formé à l'ES Blanquefort puis aux Girondins de Bordeaux, Valverde perd en finale du championnat de France des moins de 17 ans 2000-2001 face au FC Metz (2-1) d'Emmanuel Adebayor.
Il devient la doublure d'Ulrich Ramé en 2006 après le départ de Frédéric Roux. Après plus de deux ans sans match professionnel Matthieu Valverde fait son retour en Ligue 1 lors de la troisième journée de la saison 2007-2008, dans un match opposant Bordeaux au Mans. Ulrich Ramé est expulsé et Laurent Blanc, nouvel entraîneur du club, le fait entrer pour remplacer Ramé jusqu'à la fin du match.
Il dispute peu de matchs jusqu'à une blessure de Ramé lors de la douzième journée de la saison 2008-2009 dans un match contre Nancy. Le gardien titulaire étant forfait pour plusieurs rencontres, Valverde assure l'intérim et connaît son premier match en Ligue des champions avec la réception de l'AS Rome.
Lors de la première mi-temps du match Bordeaux-Auxerre, Matthieu Valverde sort de sa surface pour devancer Dennis Oliech de la tête mais est percuté par l'attaquant auxerrois. Après ce choc sur la tête, il s'évanouit et doit sortir sur une civière. Il est évacué vers le CHU de Bordeaux à la mi-temps du match et laisse sa place au troisième gardien de Bordeaux, le jeune Kevin Olimpa qui fait à son tour ses débuts en Ligue 1.
Lors de la saison 2008-2009, Valverde est également titulaire pendant les matches de coupe de la ligue qu'il remporte avec son club après avoir éliminé (3-0) Paris en demi-finale et battu Vannes en finale par quatre buts à zéro.
Fin juillet 2009, il s'engage pour trois saisons à Boulogne qui vient de monter en Ligue 1. Après des débuts difficiles sous ses nouvelles couleurs, il perd sa place de titulaire. Le 9 décembre 2009, il signe en faveur du Toulouse Football Club pour pallier les absences des trois gardiens du club, tous blessés.
Après des débuts difficiles, Valverde se révèle être un bon remplaçant de Yohann Pelé. Il est conservé pour la saison 2010-2011, forçant le troisième gardien Olivier Blondel à quitter le club. Valverde commence même la saison comme titulaire après une nouvelle blessure de Yohann Pelé et réussit à obtenir le soutien de certains supporters, après une saison difficile. En octobre 2010, on apprend que Pelé souffre d'une embolie pulmonaire, complication de sa phlébite, ce qui l'éloigne des terrains pour plus de six mois supplémentaires pendant lesquels Valverde doit assurer son remplacement. Mais en avril 2011, à cause de plusieurs performances décevantes, il cède sa place dans les buts au jeune Ali Ahamada. Ce dernier ne commettant pas de grave erreur, Valverde ne retrouve pas sa place dans les cages toulousaines, et son contrat n'est pas prolongé en juin 2011.
Libre de tout contrat, il signe le 31 octobre 2011 un bail le liant pour huit mois à l'Olympique lyonnais pour pallier les blessures de Rémy Vercoutre et Anthony Lopes. Mais alors qu'il pense que « l'OL est un grand club qui va [lui] permettre de rebondir », il ne joue qu'un 32e de final de Coupe de France, le 8 janvier 2012 contre Lyon La-Duchère : victoire 1-3 de l'Olympique Lyonnais.
En août 2012, il s'engage en faveur du club chypriote de l'Anorthosis Famagouste.

## Palmarès
- Girondins de Bordeaux
  - Champion de France en 2009
  - Vainqueur de la Coupe de la Ligue en 2009.

## Carrière
| Saison                | Club                  | Championnat           | Championnat | Championnat | Coupe nationale | Coupe nationale | Coupe de la Ligue | Coupe de la Ligue | Compétition(s) continentale(s) | Compétition(s) continentale(s) | Compétition(s) continentale(s) | Total | Total |
| Saison                | Club                  | Division              | M.          | B.          | M.              | B.              | M.                | B.                | Comp.                          | M.                             | B.                             | M.    | B.    |
| 2003-2004             | Girondins de Bordeaux | Ligue 1               | 1           | 0           | -               | -               | -                 | -                 | -                              | -                              | -                              | 1     | 0     |
| 2004-2005             | Girondins de Bordeaux | Ligue 1               | 1           | 0           | -               | -               | -                 | -                 | -                              | -                              | -                              | 1     | 0     |
| 2005-2006             | Girondins de Bordeaux | Ligue 1               | -           | -           | -               | -               | -                 | -                 | -                              | -                              | -                              | 0     | 0     |
| 2006-2007             | Girondins de Bordeaux | Ligue 1               | -           | -           | 1               | 0               | -                 | -                 | -                              | -                              | -                              | 1     | 0     |
| 2007-2008             | Girondins de Bordeaux | Ligue 1               | 5           | 0           | -               | -               | -                 | -                 | C3                             | 1                              | 0                              | 6     | 0     |
| 2008-2009             | Girondins de Bordeaux | Ligue 1               | 15          | 0           | 1               | 0               | 3                 | 0                 | C1                             | 3                              | 0                              | 22    | 0     |
| 2009-2010             | US Boulogne           | Ligue 1               | 9           | 0           | -               | -               | -                 | -                 | -                              | -                              | -                              | 9     | 0     |
| 2009-2010             | Toulouse FC           | Ligue 1               | 8           | 0           | 2               | 0               | 3                 | 0                 | C3                             | 1                              | 0                              | 14    | 0     |
| 2010-2011             | Toulouse FC           | Ligue 1               | 29          | 0           | 1               | 0               | -                 | -                 | -                              | -                              | -                              | 30    | 0     |
| 2011-2012             | Olympique lyonnais    | Ligue 1               | -           | -           | 1               | 0               | -                 | -                 | -                              | -                              | -                              | 1     | 0     |
| 2012-2013             | Anorthosis Famagouste | A Kategoria           | 20          | 0           | 2               | 0               | -                 | -                 | -                              | -                              | -                              | 22    | 0     |
| 2013-2014             | Anorthosis Famagouste | A Kategoria           | 17          | 0           | 2               | 0               | -                 | -                 | C3                             | 1                              | 0                              | 20    | 0     |
| 2014-2015             | Anorthosis Famagouste | A Kategoria           | 1           | 0           | -               | -               | -                 | -                 | -                              | -                              | -                              | 1     | 0     |
| 2014-2015             | Ethnikos Achna (prêt) | A Kategoria           | 13          | 0           | 1               | 0               | -                 | -                 | -                              | -                              | -                              | 14    | 0     |
| 2015-2016             | Anorthosis Famagouste | A Kategoria           | -           | -           | -               | -               | -                 | -                 | -                              | -                              | -                              | 0     | 0     |
| Total sur la carrière | Total sur la carrière | Total sur la carrière | 119         | 0           | 11              | 0               | 6                 | 0                 | -                              | 6                              | 0                              | 142   | 0     |